# Назаго-Изола Лунга (Кунео)
Назаго-Изола Лунга је насеље у Италији у округу Кунео, региону Пијемонт.
Према процени из 2011. у насељу је живело 72 становника. Насеље се налази на надморској висини од 673 м.